# Madonna Trivulzio

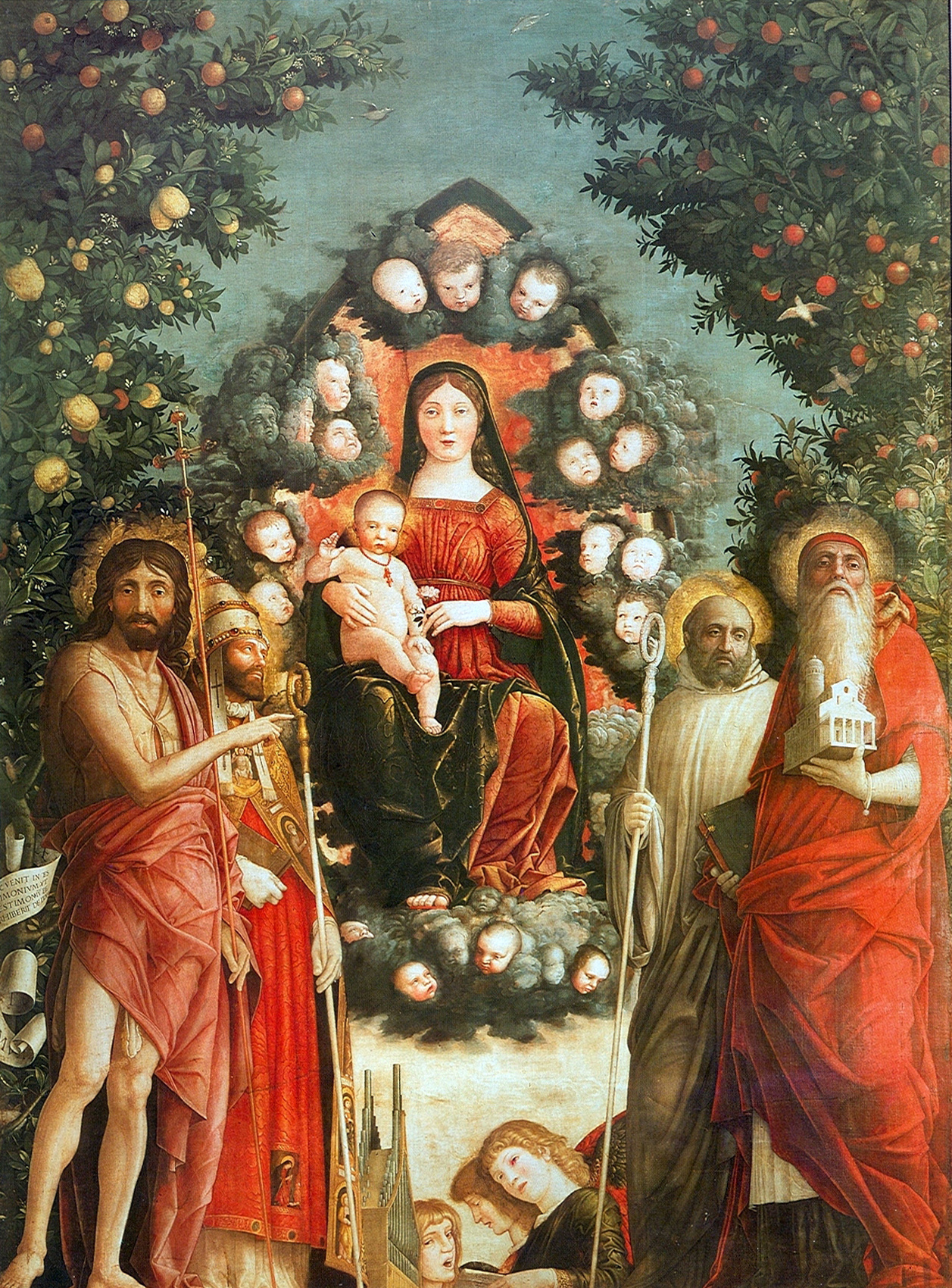
Madonna Trivulzio, Andrea Mantegna, 1497.

El Retablo Trivulzio (Madonna en la Gloria con los santos Juan el Bautista, Gregorio Magno, Benito y Jerónimo) es una pintura al temple sobre lienzo (287 x 214 cm) de Andrea Mantegna, datada en 1497 y conservada en la Pinacoteca del castillo Sforzesco de Milán.

## Historia
La obra, que debe su nombre a la colección del príncipe Luigi Alberico Trivulzio, se realizó originariamente para el altar mayor de la iglesia de Santa María en Organo de Verona. Una cartela sostenida por uno de los ángeles abajo muestra la firma del artista ("A. Mantinia pi[nxit]") y la fecha ("a[nno] gracie 1497:15 / augusti" - día de la fiesta de la Virgen), que coloca la obra a solo un año de distancia de la Madonna de la Victoria (1496), con la cual presenta muchas afinidades técnicas, compositivas y estilísticas.

## Descripción y estilo
La obra presenta una perspectiva "de abajo arriba", es decir con un punto de vista muy bajo, a causa de la posición elevada que esta tenía sobre el altar. El marco tallado por Giovanni de Verona, con incrustaciones, debía evidenciar esta vista privilegiada. Al igual que en Piero della Francesca, este particular escorzo concierne a los santos y otras figuras accesorias, mientras que la figura sagrada de la Virgen mantiene una vista frontal normal, lo que da un tono de fijación sobrenatural que la hace parecer una aparición.
María es representada inusualmente en una mandorla rodeada de querubines ya en su forma de cabezas infantiles aladas (algunos en carne, otros formados de nube), en lugar del trono habitual, pero la disposición elevada frente a los santos es la común en las composiciones de tipo piramidal con ella en la cima, típica de las sagradas conversaciones de moda en la región veneciana en aquel entonces. Representa la Asunción, a la cual está dedicada la iglesia. A partir del óvalo de su rostro, pleno de un colorido nuevo en la producción de Mantegna, el esquema compositivo parece dilatarse en oleadas concéntricas, que invierten la mandorla, el grupo de santos y el fondo vegetal, en comparación con la "resonancia de una inmensa nave".
Los santos son desde la izquierda:

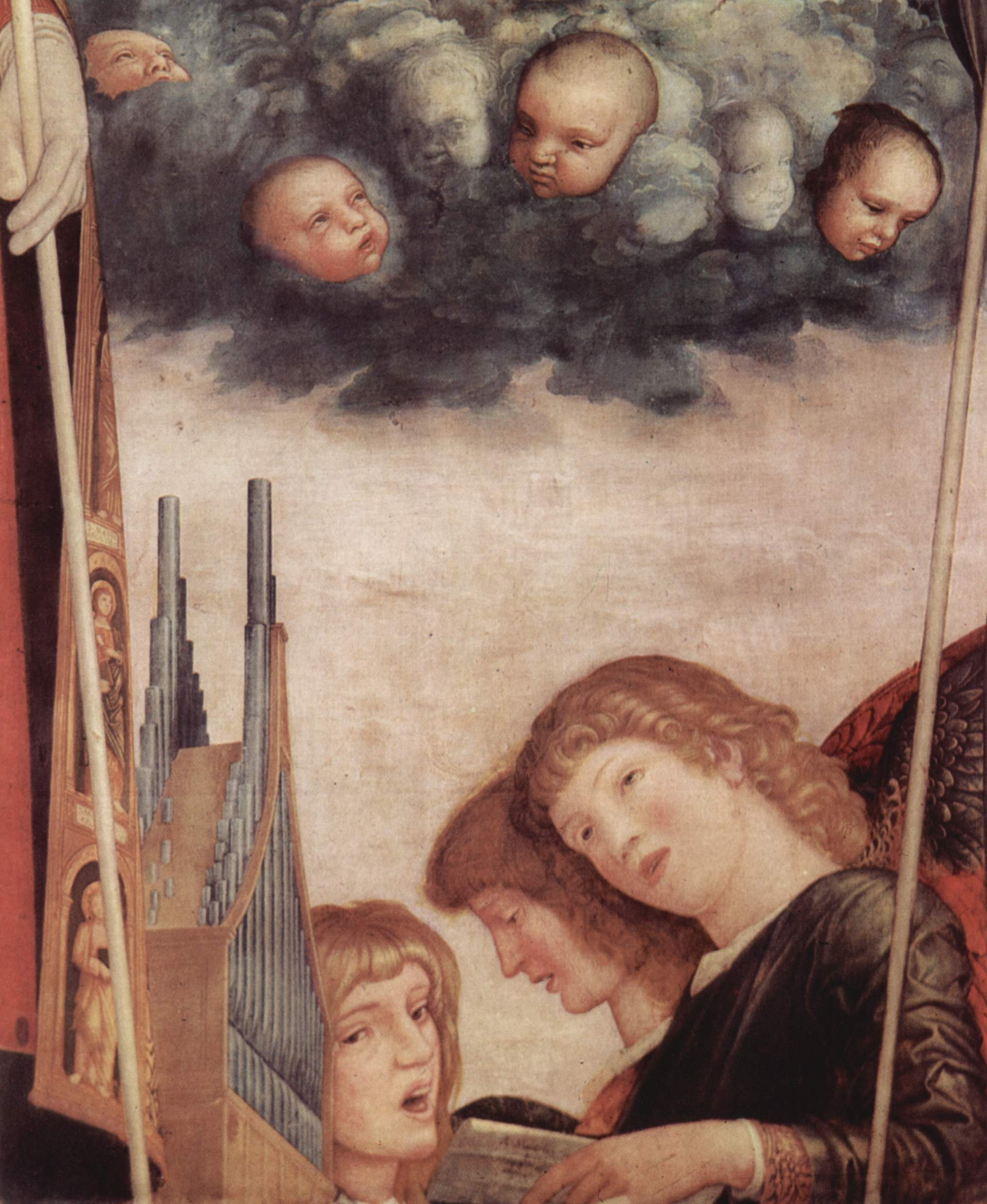
Los ángeles.

- Juan el Bautista en la típica posición señalando al Niño, con el traje de anacoreta en el desierto y el largo bastón cruciforme; junto a él se encuentra también una cartela enroscada con sus palabras proféticas.
- San Gregorio Magno, con el manto papal decorado con bordados figurativos, la tiara papal y el báculo pastoral.
- San Benito de Nursia, con hábito de olivetano, cuya presencia recuerda que la iglesia veronesa era gobernada por una congregación de la Orden benedictina.
- San Jerónimo, como cardenal con el casquete cardenalicio y el manto rojo brillante; sostiene en la derecha un libro, símbolo de la Vulgata y en la izquierda una maqueta de la iglesia; su expresión es solemne y orgullosa y por medio de la mirada que dirige al espectador lo involucra directamente en la representación.

Las aureolas, como en el Cristo como Redentor Sufriente de Copenhague, ya no son patenas sólidas de oro como en las primeras obras del artista que las incluyeran, sino discos de luz, cuya dorada transparencia revela el fondo detrás.
Abajo atrás se encuentran tres ángeles cantores y músicos, de gran dulzura naturalista. Curiosamente su escorzo es contrario al de los santos, es decir vistos desde lo alto, generando una vibrante ruptura de planos. El órgano alude al nombre de los monjes y el nombre de la iglesia.
El fondo está compuesto de dos cortinas vegetales de árboles cítricos con pajarillos revoloteando; se parece al de la Madonna de la Victoria, aunque sin el nicho redundante de esta otra obra.
La técnica se basa en colores extendidos en una preparación muy delgada, que deja aquí y allá aflorar la textura del lienzo. La espléndida luz está evidenciada en el refinadísimo tratamiento del dorado, que en algunos puntos se puede todavía observar.